# Janusz Królikowski
Janusz Królikowski (ur. 1962 w Mielcu) – polski duchowny rzymskokatolicki, doktor habilitowany teologii, profesor nadzwyczajny Uniwersytetu Papieskiego Jana Pawła II w Krakowie, kierownik Katedry Teologii Dogmatycznej oraz Katedry Teologii Fundamentalnej i Ekumenizmu na Wydziale Teologicznym Sekcja w Tarnowie.

## Życiorys
Pochodzi z parafii Chorzelów. Maturę zdał w 1982 w Zespole Szkół Zawodowych w Mielcu. Teologię studiował w Wyższym Seminarium Duchownym w Tarnowie. 12 czerwca 1988 przyjął święcenia kapłańskie z rąk abpa Jerzego Ablewicza, a następnie w latach 1988–1991 pracował jako wikariusz w parafii pw. Matki Bożej Nieustającej Pomocy w Gorlicach-Gliniku Mariampolskim. W latach 1991–1995 studiował teologię systematyczną w Papieskim Uniwersytecie Świętego Krzyża w Rzymie, gdzie uzyskał doktorat pod kierunkiem prof. Josè M. Yanguasa. W latach 1995–1996 studiował w Papieskim Instytucie Wschodnim w Rzymie, uzyskując licencjat z kościelnych nauk wschodnich. W latach 1993–1995 studiował w Instytucie św. Tomasza przy Uniwersytecie „Angelicum” w Rzymie, uzyskując specjalizację z Św. Tomasza z Akwinu. 20 czerwca 2003 habilitował w zakresie teologii dogmatycznej na Papieskiej Akademii Teologicznej w Tarnowie. Od 1996 do 2009 był zatrudniony na stanowisku profesora nadzwyczajnego w Papieskim Uniwersytecie Świętego Krzyża w Rzymie. W roku akademickim 2000/2001 jako visiting professor prowadził wykłady na Wydziale Filozofii Papieskiego Uniwersytetu „Urbaniana” w Rzymie. 
W 1997 został zatrudniony na stanowisku adiunkta w Instytucie Teologicznym w Tarnowie, który w 2004 został przekształcony w Wydział Teologiczny Sekcja w Tarnowie Papieskiej Akademii Teologicznej w Krakowie, przekształconej w 2010 w Uniwersytet Papieski Jana Pawła II w Krakowie. Od 1 lutego 2008 jest zatrudniony na stanowisku profesora nadzwyczajnego. Prowadzi tam wykłady z trynitologii, eklezjologii, sakramentologii i mariologii. W latach 2014–2020 pełnił obowiązki dziekana Wydziału Teologicznego Sekcja w Tarnowie. Od 2010 wykłada też mariologię w Instytucie Maryjno-Kolbiańskim „Kolbianum” w Niepokalanowie, należącym do Wydziału Teologii Uniwersytetu Kardynała Stefana Wyszyńskiego w Warszawie.
Jest członkiem Polskiego Towarzystwa Mariologicznego oraz Towarzystwa Teologów Dogmatyków, a także przewodniczącym Polskiego Towarzystwa Teologicznego Oddział w Tarnowie. Pełni także obowiązki cenzora do oceny ksiąg treści religijnej (od 2000 r.), diecezjalnego referenta ds. ekumenizmu (od 2001), członka Diecezjalnej Komisji Kanonizacyjnej (od 2014) i konsultora Rady Naukowej Konferencji Episkopatu Polski (od 2014). W latach 2007–2010 był członkiem Rady Naukowej przy Rzeczniku Praw Dziecka. Od 2007 pełni funkcję redaktora naczelnego „Studiów Regionalnych”, a od 1997 sekretarza redakcji „Tarnowskich Studiów Teologicznych”. Od 2020 jest członkiem Komitetu Nauk Teologicznych Polskiej Akademii Nauk.
W 2010 i 2014 otrzymał nagrodę Rektora UPJPII za osiągnięcia w pracy naukowo-dydaktycznej i organizacyjnej. W 2016 mianowany prepozytem Kapituły Kolegiackiej pw. Matki Bożej Różańcowej w Bochni. W 2023 został kanonikiem gremialnym kapituły katedralnej w Tarnowie.

## Wybrane publikacje
- Mały przewodnik po Katechizmie Kościoła Katolickiego
- Pójdź za Mną. Wprowadzenie do teologii moralnej
- Z Chrystusem w historii. Medytacje chrystologiczne
- Mamy przystęp do Ojca. Rozważania o Bogu Ojcu
- Maryja w pamięci Kościoła. Mariologia, cz. I
- Matka Zbawiciela. Mariologia, cz. II
- Trójca Święta i życie chrześcijańskie. Rozważania trynitarne[1]
- Nie mamy prawa milczeć! Apologia Kościoła, Wydawnictwo Biały Kruk, Kraków 2021.
- Moc Ducha Świętego, Wydawnictwo Biały Kruk, Kraków 2022, ISBN 978-83-7553-342-2
- Wynalazca i darczyńca. Biografia Ignacego Łukasiewicza, Wydawnictwo Biały Kruk, Kraków 2022, ISBN 978-83-7553-344-6
- Tyrania postępu (współautor), Wydawnictwo Biały Kruk, Kraków 2023, ISBN 978-83-7553-373-6
- Zamach na polskość (współautor), Wydawnictwo Biały Kruk, Kraków 2025, ISBN 978-83-7553-427-6.
- Leon XIV. Biografia ilustrowana (współautor), Wydawnictwo Biały Kruk, Kraków 2025, ISBN 978-83-7553-432-0.